# Napeanthus apodemus
Napeanthus apodemus là một loài thực vật có hoa trong họ Tai voi. Loài này được Donn. Sm. mô tả khoa học đầu tiên năm 1895.